# زورا كاروهيمبي
زورا كاروهيمبي (بالإنجليزية: Zora Karuhimbi؛ ولدت حوالي 1925، وتوفيت 17 ديسمبر 2018) كانت امرأة رواندية أنقذت أكثر من مئة شخص من القتل على يد مليشيات الهوتو خلال الإبادة الجماعية في رواندا عام 1994.
كونها معالجة تقليدية، أخفت اللاجئين في منزلها وردعت المهاجمين من خلال التظاهر بأنها ساحرة. تم الاعتراف بدورها وتكريمها في عام 2006 من خلال وسام الحملة ضد الإبادة الجماعية، والتي قدمت لها على يد الرئيس الرواندي بول كاجامي.

## حياتها المبكرة
ليس تاريخ ميلاد كاروهيمبي معروفًا؛ تشير بعض المصادر إلى حوالي عام 1909، ولكن يُعتقد أنها ولدت حوالي عام 1925، والذي هو التاريخ المذكور في بطاقة هويتها.
كانوا أعضاء عائلتها مداويين شعبيين في قرية موسامو في منطقة روهانغو، والتي تبعد تقريبًا ساعة من عاصمة الدولة كيغالي. أصبحت كاروهيمبي معالجة مثل بقيو عائلتها وحضت على شهرة وسمعة لكون لديها «قوى سحرية». أثناء الثورة الرواندية، شهدت كاروهيمبي العنف بين قبيلة الأقلية التوتسي، والأكثرية المدعوة بالهوتو.
قالت لاحقًا أنها قد أنقذت حياة صبي رضيع من قبيلة التوتسي في عام 1959 عن طريق ربط بعض الخرز من عقدها في شعره حتى مر كفتاة وهرب من القتل على يد الهوتو، الذين لم يقتلوا الفتيات في ذاك الحين. زعمت أيضًا بأن الصبي ذاته هو رئيس الدولة بول كاجامي.

## حياتها أثناء أحداث الإبادة
في وقت الإبادة الجماعية في رواندا عام 1994، تجدد العنف القبلي الذي أودى بحياة أكثر من 800 ألف شخص، وكانت كاروهيمبي حينها أرملة مسنة. ساعدت التوتسيين وكذلك البورونديين وثلاث أوروبيين كي يختبؤا من ميليشيات الهوتو المتنقلة. أخبأت كاروهيمبي اللاجئين في منزلها ذي الطابقين، وربما في حفرة في حقلها أيضًا. بهذا ساهمت في إنقاذ أكثر من 100 شخص، مما يشمل أطفال أنقذتهم من أحضان أمهاتهم الموتى.
لردع ميليشيات الهوتو، تظاهرت كاروهيمبي بكونها ممسوسة من قبل الأرواح الشريرة. للحفاظ على مظهرها كـ«ساحرة»، طلت نفسها ومنزلها بالأعشاب الطبيعية التي، عند لمسها، كانت تصدر شعورًا مزعجًا. هددت كاروهيمبي الميليشيات، زاعمةً بأن منزلها يسكنه الأشباح، وأن من حاول الدخول سيطلقون الأرواح الشريرة وغضب الله على أنفسهم. وشددت على تحذيراتها من خلال صرير ذراعيها المحملين بالسوار، ثم هددت بأنه إذا قتل أي لاجئ في منزلها، فإن القتلة يكونوا قد «حفروا قبورهم بأنفسهم». حاولت الميليشيا أن ترشو كاروهيمبي للسماح لهم بالوصول إلى منزلها لكنها رفضت. في النهاية، كل الذين لجأوا في منزلها نجوا من الإبادة الجماعية.